# Виллар-Пероза
Это статья о коммуне в Италии. О пистолете-пулемёте см. Villar-Perosa M1915
Виллар-Пероза (итал. Villar Perosa, пьем. Ël Vilar ëd Perosa, окс. Lhi Vialars) — коммуна в Италии, располагается в регионе Пьемонт, в провинции Турин.
Население составляет 4173 человека (2008 г.), плотность населения составляет 379 чел./км². Занимает площадь 11 км². Почтовый индекс — 10069. Телефонный код — 0121.
Покровителем коммуны почитается святой апостол Пётр, празднование 29 июня и в последний понедельник июля.

## Демография
Динамика населения:

## Администрация коммуны
- Официальный сайт: http://www.comune.villarperosa.to.it/